# Белоносовское сельское поселение
Белоно́совское се́льское поселе́ние — муниципальное образование в Еткульском районе Челябинской области Российской Федерации. В рамках административно-территориального устройства муниципальное образование  соответствует административно-территориальной единице Белоносовский сельсовет.
Административный центр — посёлок Белоносово.

## История
Статус и границы сельского поселения установлены Законом Челябинской области от 16 ноября 2004 года № 310-ЗО «О статусе и границах Еткульского муниципального района и сельских поселений в его составе».

## Население
| 2002  | 2010  | 2011  | 2012  | 2013  | 2014  | 2015  |
| ----- | ----- | ----- | ----- | ----- | ----- | ----- |
| 2405  | ↗2488 | ↗2489 | ↗2523 | ↘2508 | ↗2547 | ↗2574 |
| 2016  | 2017  | 2018  | 2019  | 2020  | 2021  |       |
| ↗2596 | ↗2604 | ↘2564 | ↘2556 | ↗2570 | ↘2407 |       |

## Состав сельского поселения
| № | Населённый пункт | Тип населённого пункта          | Население |
| - | ---------------- | ------------------------------- | --------- |
| 1 | Александровка    | село                            | ↘519      |
| 2 | Белоносово       | посёлок, административный центр | ↗1220     |
| 3 | Приозерный       | посёлок                         | ↘373      |
| 4 | Сарыкуль         | деревня                         | ↗178      |
| 5 | Соколово         | село                            | ↗198      |